# Raymond Francis
Raymond Francis (Londen, 6 oktober 1911 – aldaar, 24 oktober 1987) was een Engels acteur. Hij was getrouwd met Margaret Towner en had met haar drie kinderen waaronder acteur Clive Francis.
Francis speelde de Detective Chief Superintendent Tom Lockhart in Murder Bag (1957-1959, 57 afleveringen) en Crime Sheet (1959, 15 afleveringen) als voorlopers van No Hiding Place (1959-1967) waarin hij dezelfde rol speelde in 236 afleveringen. 

## Overige rollen
- Ruth Rendell Mysteries (1 aflevering)  1987
- All Things Bright And Beautiful ( - Col. Bosworth)	1979
- The New Adventures of Charlie Chan (1 aflevering)  1957
- The Steel Bayonet ( - Generaal)	1957
- Decision Against Time ( - Jenkins)	1956
- Double Cross (- Inspector Harris)	1956
- Storm Over The Nile ( - Colonel's Aide)	1955
- Court Martial ( - Majoor Mitchell)	1954
- Mr. Denning Drives North ( - klerk bij de rechtbank)	1951
- Between the Lines
- Agatha Christie's Miss Marple: (aflevering) The Body in the Library ( - Sir Henry)

- Bibliothèque nationale de France: cb178070246 (data)
- Virtual International Authority File: 8675155708707722580001